# Hybrid Moments
«Hybrid Moments» (Momentos híbridos) es una canción escrita y compuesta por Glenn Danzig para su banda The Misfits. 
La canción fue grabada en 1978 en la cara B del álbum Static Age, aunque también se puede encontrar en el álbum anterior, Legacy of Brutality, así como en el disco doble Box Set y en Fiend Club Lounge. También está en Jackass: La Película. 
- Datos: Q5403715